# Разжённое железо
«Разжённое железо» или «Гит ейзер» (от нидерл. Heet ijzer) — 36-пушечный парусный линейный корабль Азовского флота России, спущенный на воду в 1701 году на верфи Воронежского адмиралтейства. Строился под руководством корабельного мастера Геренса Выбе. Девиз — «Надлежит трудиться пока время есть».

## История
Корабль был заложен в 1697 году на Воронежской верфи. Строительством корабля руководил Выбе Геренс.
Линейный корабль «Разжённое железо» был спущен на воду в 1701 году
7 апреля 1702 года переведён из Воронежа на устье. 14 апреля того же года под командованием капитана 3-го ранга Л. М. Дамиани (по другим данным — капитана Луки Стеля) отправлен в Азов. 15 июля 1703 года под командою того же капитана корабль ходил из Таганрога в урочище Берды за солью, а 30 июня 1706 года — под командованием капитана Генриха Нанина. В 1710 году был осмотрен в Таганроге и признан негодным к дальнейшей службе.